# Мушки свет (ТВ серија)
Мушки свет (енгл. Men Behaving Badly) је америчка ситком телевизијска серија која се на НБЦ приказивала од 18. септембра 1996. до 17. децембра 1997. рађен од стране британског ситкома Непристојни људи. У Србији, серија се премијерно емитовала 24. новембра 2006. године на ТВ Кошави, Емитовање је започето са синхронизацијом на српском језику коју је радио студио Призор.

## Радња
Смештена у Индијанаполису, Индијана, Коле (Кевин) и Златко (Џејми) су били пријатељи са факултета и живели су у другом детињству, на велику жалост Коленове девојке Саре. Бренда је била комшиница са којом је Златко кокетирао.
Елдард и Бејтмен су отишли након прве сезоне, усред гласина да су се сукобили са Шнајдером и продуцентима емисије. Њих су заменили Кен Марино и Џеника Бергер, а Спајби је унапређена из редовних у редовне серије.

## Улоге
- Роб Шнајдер као Златко (Џејми Колман)
- Рон Елдард као Коле (Кевин Мурфи) (сезона 1)
- Жистин Бејтмен као Сара Стретен (сезона 1)
- Дина Спајби као Бренда Миковски